# Esbjerg Børne- og Ungdomsteater
Esbjerg Børne- og Ungdomsteater er en teaterforening i Esbjerg.
Teateret har siden 1960'erne opført teaterstykker på forskellige steder i Esbjerg, hvor de blandt andet hvert år siden 1981 har opført et sommerstykke – enten i fri luft eller i et cirkustelt. Teatret udvikler sig stadig, det har mange eventyrforestillinger, men skriver også hele tiden nye ting selv: Det har børnedramagrupper, ungdomsgrupper, børnecirkus, som laver forestillinger, det har voksne der spiller for børn, børn og voksne, der spiller sammen, det har stationære forestillinger og prøver i et vist omfang stadigvæk at være opsøgende. Teateret har siden 1980 haft lokaler i Teaterhuset, Borgergade 25.

## Historie

### 1960'erne
Teateret begyndte så småt i slutningen af 1960'erne, hvor Hanne Meyer, som var lærer på Esbjerg Børnehaveseminarium, var meget optaget af nogle strømninger, som den svenske teaterpædagog Elsa Olenius stod for. Hannes studerende på seminariet fik til opgave at lave dukkeforestillinger for at afprøve, om idéerne virkede.
Efterfølgende blev der opført en række forestillinger på det gamle bibliotek, hvor Esbjerg Museum nu ligger. Disse forestillinger blev flot modtaget og blev efterhånden små tilløbsstykker. Succesen gjorde, at man oprettede en gruppe, som fik politikerne i byen overbevist om rigtigheden af lokaler til børneteatervirksomhed.

### 1970'erne
I efteråret 1971 fik teatret lokaler i Gals Alstrups gamle fabrik i Finsensgade 10. Åbningsforestillingen var: Aben Oswald.
De første forestillinger var primært dukkeforestillinger og var en vekselvirkning mellem stationære forestillinger, opsøgende forestillinger på byens institutioner og forestillinger i forbindelse med bogbussen. Biblioteket var i de første år en nær samarbejdspartner, da de stod for teaterets administration.
Fra dukketeaterforestillinger udviklede teatret sig hurtigt til at blive debatteater-orienteret. Mange halv- eller helpolitiske emner blev kørt igennem teatermaskinen, som det var almindeligt i disse år. Teateret tog aktiv del i debatten og deltog ofte med debatindlæg ved demonstrationer og lignende. I 1975 havde teateret en kraftig konfrontation med kommunen, da det støttede nogle nabobørn i deres kamp mod nedlæggelsen af en legeplads i Sverrigesgade. Det resulterede i stykket Hvor må vi lege?, hvori teateret klart gav børnene instruktion i, hvordan man kunne protestere.
Teateret åbnede så i en periode deres lokaler som indendørs legeplads for børnene, men i længden kunne de to aktiviteter ikke være i samme hus og børnene fik efterhånden nogle lagerbygninger stillede til rådighed.
1975 var også året, hvor teateret afprøvede revyformen for første gang. Teateret lavede til manges ærgrelse Esbjerg Revyen, hvilket var teaterets første egentlige voksenstykke.
Gruppen af faste voksne på teatret var i hastig vækst, så der kom i de år mange gode ideer, som alle fik en chance for at blive udført. Man startede med gadeforestillinger i boligkvarterer og på torvet. Teateret lavede deres første cirkusprojekt Professor Spjæts muntre gøglertrup i forbindelse med det landsdækkende gymnastikstævne i 1976. Dette blev optakten til det nuværende Cirkus Umulius, som i mere end 15 sæsoner var på farten langs diverse kyster i Danmark, på campingturnéer om sommeren, samt til byfester i det ganske land.
Teateret havde fået rockgruppen Madhouse tilknyttet teatret i 1978 og her begyndte teateret at arbejde med rockmusicals. Den første blev Balladen om Sonja Jensen. Teateret startede også en lyrikcafe og udgav Tidsskriftet Lyrik. Teateret havde månedlige lyrikaftener og hver anden måned også "lyrock"-aftener, hvor byens digtere og rockgrupper kunne spille gratis.

### 1980'erne
I 1980 flyttede teatret til de nuværende lokaler i Borgergade 25, Rosendals gamle bogtrykkeri. Der var gjort en del for, at stedet kunne bruges til teater, men mørklægningsgardiner og maling til væggene var der ikke råd til, mente kommunen. Teateret opførte så en flyttekabareten Tæppefald, hvor der blev arbejdet med Esbjergs teaterhistorie, helt tilbage fra byens første teater blev åbnet i 1889.
På den nye adresse fortsatte mange af de tidligere aktiviteter, men teateret udvidede allerede i 1981 med både et kæmpe sommerstykke, som blev opført i byparken på amfiscenen. Her opførte man Allehelgensaften frem til midnat et horroshow, hvor man tog pulsen på byens monstre og uhyrligheder.
I 1982 blev Ali Baba og de 40 røvere opført som det første sommerstykke i telt. Fire år senere lejede man Esbjerg Teater til sin 15 års jubilæumskavalkade, hvor der blev opført brudstykker af teatrets første 89 forestillinger – endda med de oprindelige skuespillere.

### 1990'erne
Flere af teatrets aktører har besøgt udlandet og omvendt har man ofte haft gæstespillere fra bl.a. Prag. Således havde man i 1996 en international "teater-camp", hvor familier fra hele Europa kunne få undervisning af udenlandske skuespillere.
1999 blev året, hvor teateret fik en international cirkusfestival med børn og unge op at stå sideløbende med, at teatret for første gang havde en decideret småbørnsgruppe med børn fra 4-8 år som spillede Halfdans ABC.
I slutningen af årtiet fik man ofte del i Ribe Amts pulje til professionel instruktørhjælp. Teateret fik en lang række mere eller mindre kendte instruktører både til børneforestillinger, kabareter, samt specielle indslag som stunt, pantomime, sang og dans. På et tidspunkt havde man endda en instruktør, der underviste i at sy rustninger.

### 2000'erne
I 2000'erne spillede børneteatret både selvskrevne og kendte forestillinger som Snedronningen, Peter Pan, Orla Frøsnapper, Robin Hood og Karius og Baktus.
I 2005 opførte man også Sebastians musical "Skatteøen" på Esbjerg Teater med instruktion af Erik Schøler. Man gentog succesen i 2006 med Thorbjørn Egners forestilling "Folk og røvere i Kardemommeby", men denne gang med Jesper Klein som instruktør.
Det blev i 2009 ønsket at teatret blev en forening. Det bragte en del uenigheder i huset, men af praktiske årsager valgte man at lave gøre det til en forening. Der blev nedsat en bestyrelse, og siden 2010 har Gitte Schunck været formand.

### 2010'erne
I 2011 fejrede man børneteatret gennem 40 år, ved bl.a. at vise forestillingen Aben Oswald.
I 2010'erne viste man forestillinger som Troldmanden fra Oz, Busters verden, De tre musketeer, Pippi og Dyrene i Hakkebakkeskoven.
Mange forestillinger på teateret henvender sig til yngre børn. Der har dog altid været aktive unge på teatret, som har været medvirkende siden barnsben. Ungdomsgrupperne opsatte i 2010'erne forestillinger som Sketchshow, Hvis I kunne se mig, Fucking Esbjerg og Ungdomsrevyen.
Teatret bestræber sig på at være synlig i bybilledet, og har indtil 2018 optrådt med cirkus- og børneforestillinger på Fiskeri- og Søfartsmuseet i Esbjerg.
Det er planlagt at Esbjerg Børne- og Ungdomsteater afholder DATS børneteaterfestival i efteråret 2020.

## Sommerforestillinger
Esbjerg Børne- og Ungdomsteater har en tradition for en sommerforestilling. I 1981 foregik forestillingerne på amfiscenen i Byparken, men fra 1982 har forestillingerne foregået i et cirkustelt. De første år lejede man et, derefter købte man et rødt cirkustelt. Teltdugen blev udskiftet i 2011 og siden har man kunne se det stå oprejst i Nørreskoven. Man har tidligere haft teltet stående i "Gryden" i Vognsbølparken og ved den tidligere campingplads på Gl. Vardevej.
Ved sommerforestillingerne kan alle være med og der medvirker typisk 100-150 børn, unge og voksne.

### 1985 - Sørøvere i Ho Bugt
Der var cirka 250 medvirkende på scenen dette år.

### 1991 - Snedronningen
Instruktør: Lena Mandal

### 1992 - De syv små dværge og den stressede mand
Manuskript og idé: Lis Jørgensen, John Leding Jensen, Hanne Højlund og Sidsel Grosen.
Instruktør: Bjarne Fugleberg

### 1993 - Ronja Røverdatter
Bearbejdning og musik: Sebastian
Instruktør: Hanne Meyer og gruppeledere

### 1994 - Ali Baba og de 40 røvere
Manuskript: Kai Jørgensen, Birthe Post, Poul Holm og Joe Uldahl
Instruktør: Bjarne Fugleberg

### 1995 - Østen for solen & vesten for månen
Manuskript og idé: Berit Kirk Dalheimer, Lisa Jeremiasen, Hanne Meyer, Lena Mandal og Kai Jørgensen.
Instruktør: Kai Jørgensen

### 1996 - Kong Arthur og ridderne af det runde bord
Manuskript: Lena Mandal, Kai Jørgensen, Kirsten Hygum, Hanne Meyer og Berit Kirk Dalheimer
Instruktør: Hanne Meyer

### 1997 - På eventyr med H.C. Andersen
Manuskript og idé: Berit Dalheimer, Kai Jørgensen, Hanne Meyer og Conni Juncker
Instruktør: Tom Rosendal

### 1998 - Tors Hammer - så er det nok du får et gok
Manuskript: Kai Jørgensen, Niels Jørgensen og Lena Mandal
Instruktør: Uffe Kristensen

### 1999 - Rejsen med Fantasia
Manuskript: Berit Kirk Dalheimer og Kai Jørgensen
Instruktør: Uffe Kristensen

### 2000 - Grim Grimmere Grimmest
Manuskript og idé: Kai Jørgensen, Berit Kirk Dalheimer, Dorthe Jepsen og Annette Engelund
Instruktører: Turi Malmø og Kai Jørgensen

### 2001 - 2001 nats eventyr
Manuskript: Kai Jørgensen, Berit Kirk Dalheimer, Hanne Meyer og Birger Pedersen
Instruktør: Ulla Koppel

### 2002 - Robin Hood i Nørreskoven
Manuskript: Kai Jørgensen
Instruktør: Tom Rosendal

### 2003 - De tog west på
Manuskript: Kai Jørgensen og Lena Mandal efter idé af Berit Kirk Dalheimer
Instruktør: Uffe Kristensen

### 2004 - Ronja Røverdatter
Bearbejdning og musik: Sebastian
Instruktør: Uffe Kristensen

### 2005 - Under Ole Lukøjes paraply
Idé og manuskript: Kai Jørgensen, Berit Kirk Dalheimer, Annette Knudsen og John Leding Jensen
Instruktion: Ulla Thordal-Christensen

### 2008 - Pocahontas
Manuskript og instruktør: Sannie Cramer
Musik: Kirsten Bjerregård og Emil Harm Sørensen

### 2009 - Thors Hammer
Manuskript: Kai Jørgensen, Niels Jørgensen og Lena Mandal
Instruktør: Uffe Kristensen

### 2010 - Askepot
Manuskript og instruktør: Sannie Cramer

### 2011 - Jorden Rundt på 80 dage
Manuskript og instruktør: Uffe Kristensen

### 2012 - Ronja Røverdatter
Bearbejdning og musik: Sebastian
Instruktør: Martin Alber

### 2013 - Peter Pan
Manuskript og instruktør: Sannie Cramer

### 2014 - Ole Lund Kirkegaard og alle rødderne kommer til byen
Manuskript: Kim Hartwich og Thomas Boulund Hansen
Instruktør: Erik Schøler

### 2015 - Robin Hood
Manuskript og instruktør: Sannie Cramer

### 2016 - Pinocchio
Manuskript og musik: Jens E. Hansen og Jacob Kragh
Instruktør: Martin Alber

### 2017 - Junglebogen
Manuskript og musik: Jens E. Hansen og Jacob Kragh
Instruktør: Sannie Cramer

### 2018 - Aladdin
Manuskript: Freddy Volmer Hansen
Instruktør: Martin Alber

### 2019 - Ronja Røverdatter
Bearbejdning og musik: Sebastian
Instruktør: Sannie Cramer

### 2021 - Brødrene Løvehjerte
Manuskript: Astrid Lindgren
Instruktør: Christina Korsholm Mattson

### 2022 - Livet er et eventyr
40-års jubilæumsforestilling, der hylder de tidligere 39 års sommerstykker.
Manuskript og instruktør: Martin Alber